# Поза основною лінією
Поза основною лінією (англ. Off the Main Sequence: The Other Science Fiction Stories of Robert A. Heinlein) — збірка науково-фантастичних коротких творів Роберта Гайнлайна, що вийшла 2005 року в американському видавництві «Science Fiction Book Club».
Містись:
- всі історії зі збірки «Завдання у вічності» (1963);
- всі історії зі збірки «Загроза з Землі» (1959) окрім Загроза з Землі;
- інші історії, 3 з яких раніше не були присутні в збірках. Позначені зірочкою.

## Зміст
| Назва                           | назва                             | журнал                     | рік            |
| ------------------------------- | --------------------------------- | -------------------------- | -------------- |
|                                 | "Introduction" by Greg Bear       |                            |                |
|                                 | "Foreword" by Michael Cassutt     |                            |                |
|                                 | "Editor's Note" by Andrew Wheeler |                            |                |
| Успішна операція                | Successful Operation              |                            |                |
| Нехай буде світло               | Let There Be Light                |                            | 1940           |
| І побудував він будинок         | "—And He Built a Crooked House—"  |                            | 1941           |
| Поза сумнівом (*)               | Beyond Doubt                      | Astonishing Stories        | 1941           |
| Вони                            | They                              |                            | 1941           |
| Нікчемне рішення                | Solution Unsatisfactory           | Astounding Science Fiction | 1940           |
| Всесвіт                         | Universe                          |                            | 1941           |
| Іншеколи                        | Elsewhen                          | Astounding Science Fiction | 1941           |
| Здоровий глузд                  | Common Sense                      |                            | 1941           |
| По власних слідах               | By His Bootstraps                 | Astounding Science Fiction | 1941           |
| Втрачена спадщина               | Lost Legacy                       | Super Science Stories      | 1941           |
| Моя піднесена мета (*)          | My Object All Sublime             | Future Fiction             | 1942           |
| Акваріум з золотими рибками     | Goldfish Bowl                     | Astounding Science Fiction | 1942           |
| Щуролов (*)                     | Pied Piper                        | Astonishing Stories        | 1942           |
| Вільні люди                     | Free Men                          |                            | 1947-1950/1966 |
| На схилах Везувію               | On the Slopes of Vesuvius         | -                          | 1980           |
| Колумб був ідіотом              | Columbus Was a Dope               | Startling Stories          | 1947           |
| Джеррі був людиною              | Jerry Was a Man                   | Thrilling Wonder Stories   | 1947           |
| Вода є для потопу               | Water Is for Washing              | Argosy                     | 1947           |
| На Місяці нічого не трапляється | Nothing Ever Happens on the Moon  | Boys' Life                 | 1949           |
| Прірва                          | Gulf                              | Astounding Science Fiction | 1949           |
| Пункт призначення — Місяць      | Destination Moon                  | Short Stories              | 1950           |
| Рік резонансу                   | The Year of the Jackpot           | Galaxy Science Fiction     | 1952           |
| Проект «Жахіття»                | Project Nightmare                 | Amazing Stories            | 1953           |
| Небесний ліфт                   | Sky Lift                          | Imagination                | 1953           |
| Новачок в космосі               | Tenderfoot in Space               | Boys' Life                 | 1958           |
| Всі ви, зомбі                   | All You Zombies—                  |                            | 1959           |